# Sead Hadžibulić
Sead Hadžibulić est un footballeur serbe né le 30 janvier 1983 à Novi Pazar en Yougoslavie (auj. en Serbie).